# 埃爾波爾貝尼爾 (阿特蘭蒂達省)

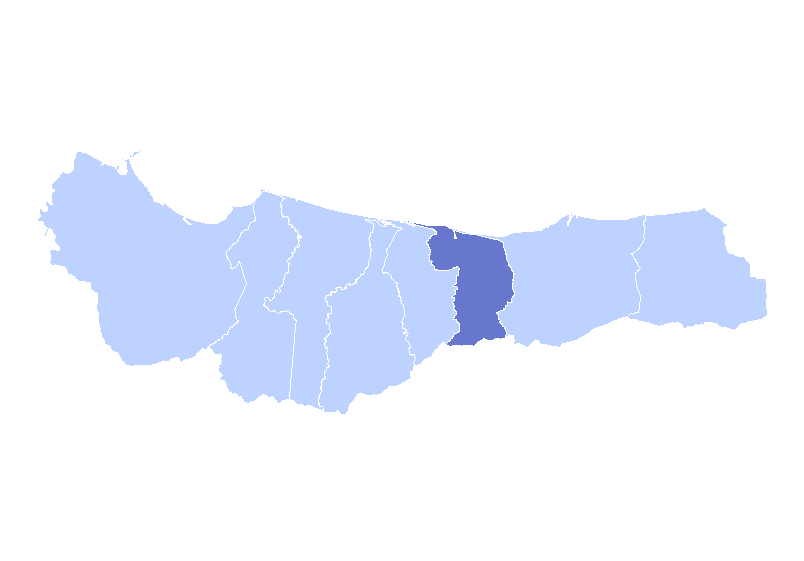
埃尔波尔贝尼尔 (阿特兰蒂达省)

埃爾波爾貝尼爾（西班牙語：El Porvenir），是洪都拉斯的城鎮，位於該國北部，由阿特蘭蒂達省負責管轄，始建於1898年4月18日，面積277.31平方公里，海拔高度15米，2001年人口14,437，人口密度每平方公里52.06人。